# Correo Argentino
Correo argentino  est une entreprise publique argentine dont l’activité principale est le traitement du courrier postal. 

## Galerie

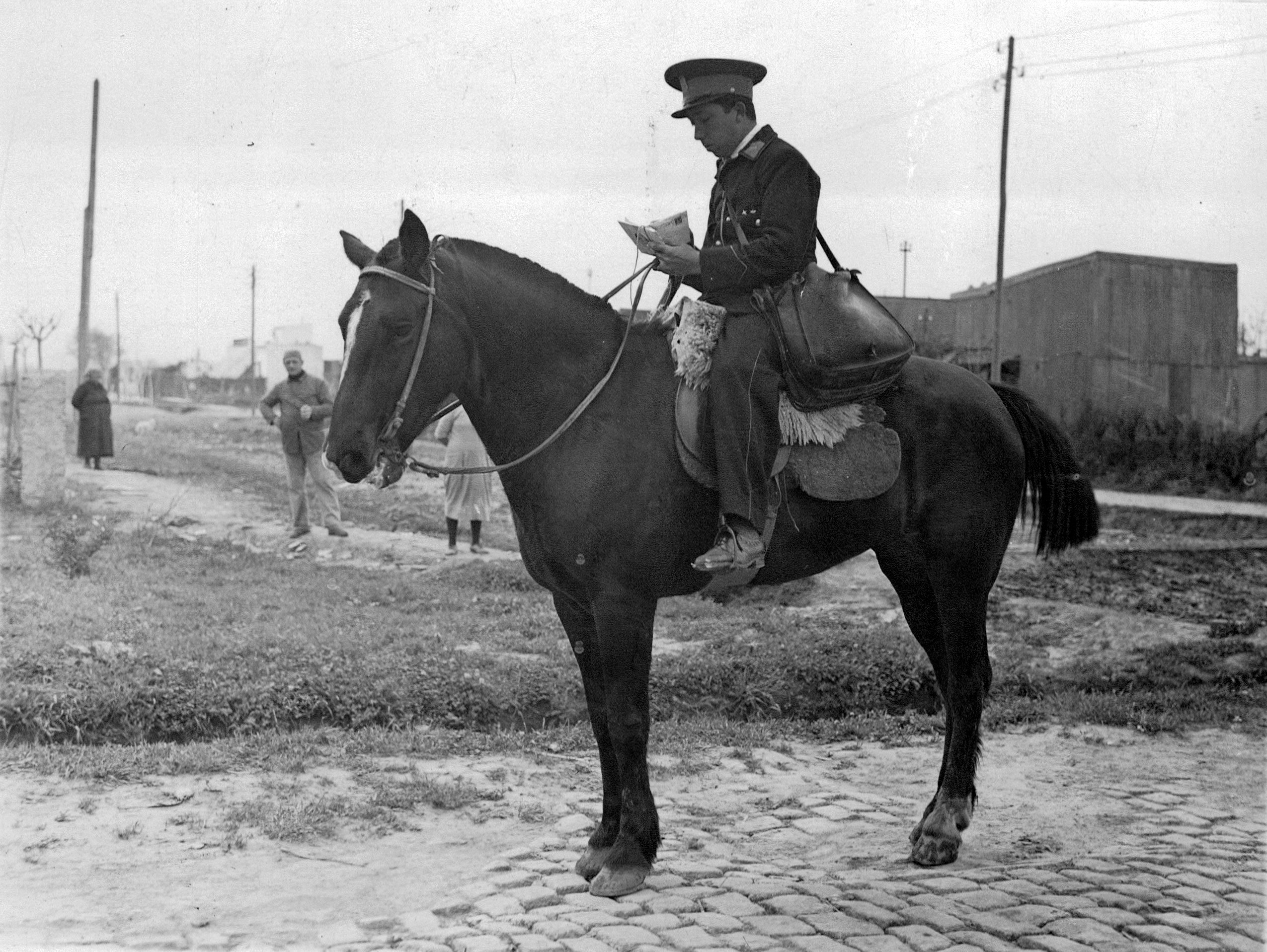
Facteur à cheval de la province de  Buenos Aires vers 1920
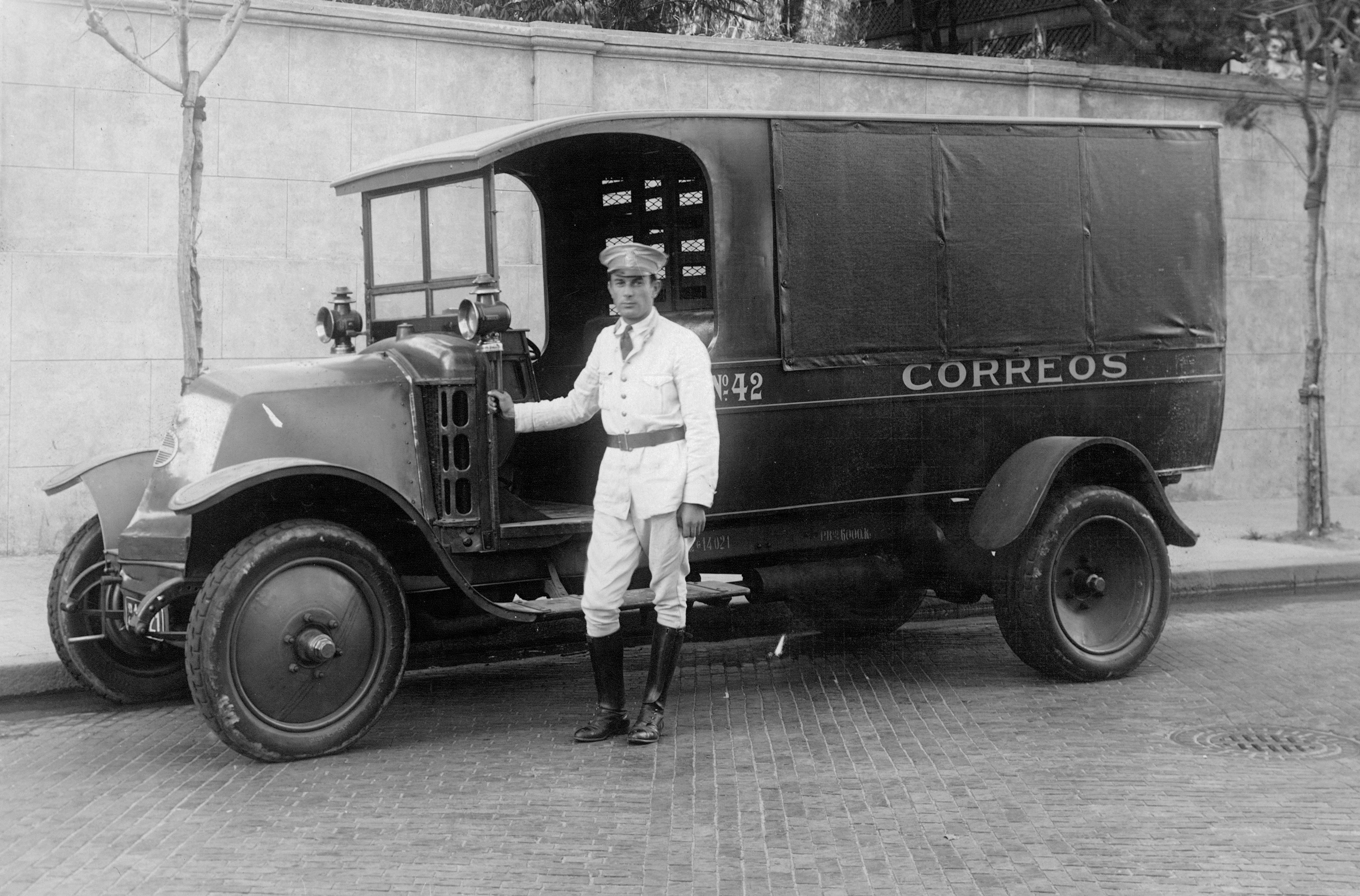
Véhicule de la Correo Argentino vers 1920
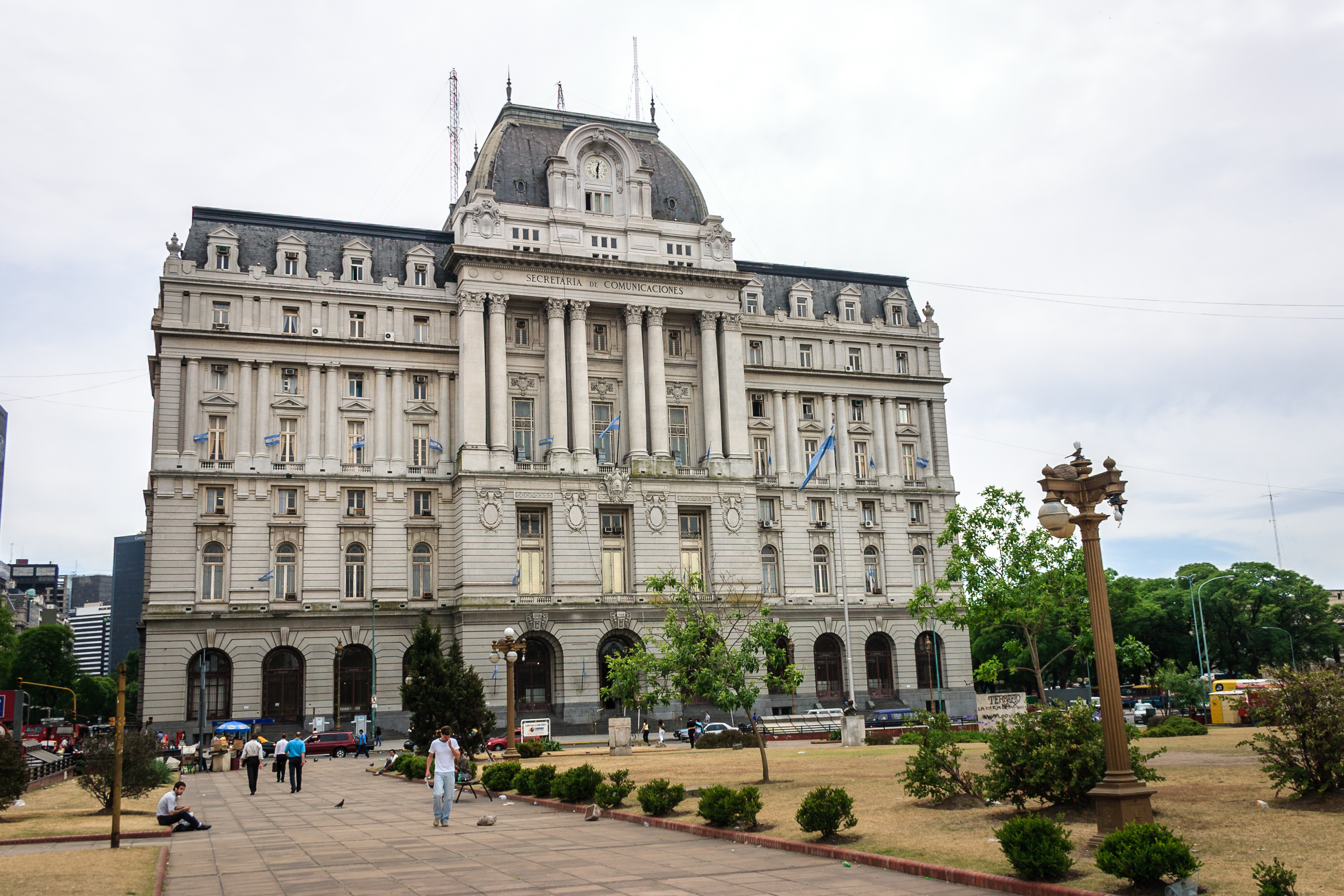
L'ancienne poste centrale de Buenos Aires, aujourd'hui Centre Culturel Néstor Kirchner
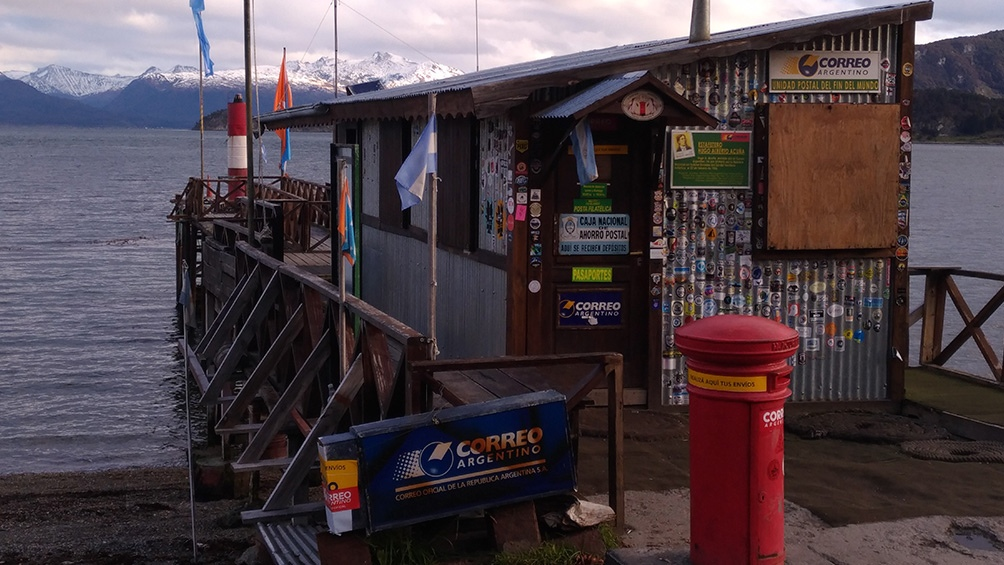
Bureau de poste de Correo Argentino sur la Terre de Feu